# 威斯摩蘭郡旗
威斯摩蘭郡旗（Westmorland flag）是英國英格蘭威斯摩蘭郡的郡旗，自2011年開始使用。在行政區劃上，威斯摩蘭郡已經在1974年和坎伯蘭郡合併。這面旗幟的設計是基於之前威斯摩蘭議會的標誌。